# Christian Nassif
Christian Nassif (Bangui, 1 de enero de 1994) es un nadador de estilo libre centroafricano.

## Biografía
Hizo su primera aparición en los Juegos Olímpicos de Londres 2012, nadando en la prueba de 50 m libre. Nadó en la primera serie, y quedó primero de la misma con un tiempo de 28.04, insuficiente para pasar a las semifinales al quedar en la posición 55 en el sumario total. También participó en el Campeonato Mundial de Natación de 2013, corriendo la misma suerte que en las olimpiadas.